# Амнат Руенроенг
Амнат Руенроенг (тай. อำนาจ รื่นเริง; нар. 18 грудня 1979, Сі Рача, Таїланд) — таїландський боксер-професіонал, що виступає в другій найлегшій вазі. Учасник Олімпійських ігор 2008  і 2016 року. Колишній чемпіон світу у найлегшій вазі (англ. Flyweight) за версією IBF (2014 — 2016).

## Аматорська кар'єра

### Чемпіонат світу 2007
- 1/16 фіналу. Переміг В'ячеслава Гожана (Молдова) — 21-12
- 1/8 фіналу. Переміг Оділона Залета (Мексика) — 19-9
- 1/8 фіналу. Переміг Оганеса Даніеляна (Вірменія) — 18-6
- Півфінал. Програв Гаррі Танамору (Філіппіни) — 8-16

### Олімпійські ігри 2008
- 1/16 фіналу. Переміг Джека Віллі (Папуа Нова Гвінея) — 14-2
- 1/8 фіналу. Переміг Вінстона Мендоса Морено (Домініканська Республіка) — 7-3
- 1/4 фіналу. Програв Пуревдоржийну Сердамба (Монголія) — 2-5

### Азійські ігри 2010
На Азійських іграх 2010 здобув дві перемоги, а у півфіналі програв Цзоу Шимін (Китай) — 2-5

### Олімпійські ігри 2016

#### Кваліфікація на Олімпіаду
У 2016 році головна організація любительського боксу AIBA вирішила допустити до Олімпійських ігор професійних боксерів. Руенроенг, після того як втратив чемпіонський титул, вирішив спробувати свої сили у боротьбі за олімпійське золото. Враховуючи вагові особливості любительського і професійного боксу таєць на кваліфікаційному турнірі виступав у категорії до 60 кг, що є на 10 кг більше за його вагу у професіоналах. На турнірі, що проходив у Венесуелі, він переміг німця Артура Бріля, а згодом італійця Карміно Томмассоне, таким чином завоювавши ліцензію. У фіналі через травму руки поступився мексиканцю Ліндолфо Делгадо Гарсі.

#### Виступ на Олімпіаді
- 1/16 фіналу. Переміг Ігнасіо Перріна (Аргентина) — 3-0
- 1/8 фіналу. Програв Софьяну Уміа (Франція) — TKO

## Професіональна кар'єра
Дебютував на професіональному рингу 18 травня 2012 року.
У 2013 році переміг у 4 боях за регіональні азійські титули.
22 січня 2014 року в бою проти філіппінця Роккі Фуентеса одностайним рішенням суддів завоював вакантний титул чемпіона світу за версією IBF у найлегшій вазі. Провів 5 вдалих захистів титулу. Втратив звання чемпіона 25 травня 2016 року, програвши нокаутом у 4 раунді філіппінцю Джон Ріелю Казімеро.